# أليكس غرين
أليكس غرين (بالإنجليزية: Alex Green)‏ هو لاعب كرة قدم أمريكية أمريكي، ولد في 23 يونيو 1988 في بورتلاند في الولايات المتحدة.

## وصلات خارجية
- أليكس غرين على موقع مرجع كرة القدم المحترفة.كوم (الإنجليزية)